# موراوانکا
موراوانکا (به لاتین: Muravanka) یک آبادی در بلاروس است. موراوانکا ۱۷۶ نفر جمعیت دارد و ۱۳۳ متر بالاتر از سطح دریا واقع شده‌است.